# Burg Peyrepertuse
Peyrepertuse ist die Ruine einer Felsenburg mit einer Gesamtfläche von 7000 m² und die größte Festungsanlage der Katharer im heutigen Frankreich. Sie befindet sich in der Region Okzitanien auf einem Felsen über dem Tal des Flusses Verdouble, in 800 m Höhe. Zu Füßen des Berges, auf dem die Festung erbaut ist, am Südhang, liegt Duilhac-sous-Peyrepertuse. Unterhalb des Nordhangs, auf der gegenüberliegenden Seite des Berges, befindet sich die Gemeinde Rouffiac-des-Corbières. Von dort hat man ein beeindruckendes Panorama auf die Burg.

## Geschichte
Der untere Teil der Anlage, die eigentliche Peyrepertuse, wurde im 11. Jahrhundert erbaut. In ihr befindet sich auch die Kirche Sainte-Marie.
Die Festung gehörte seit dem 12. Jahrhundert zum Königreich Aragonien und wurde von einem gleichnamigen Adelsgeschlecht verwaltet. Nach dem Tod von König Peter II. 1213 wurde die Situation der Burg im Albigenserkreuzzug zunehmend prekärer. Guillaume de Peyrepertuse schwor 1217 einen Treueeid an Simon de Montfort, wodurch die Burg unbehelligt blieb. Da er aber später die Katharer unterstützte und den Kreuzrittern Widerstand leistete, wurde die Burg 1240 belagert. Sie ging dann in den Besitz der französischen Krone über, möglicherweise nach Zahlung eines Kaufpreises an Aragon. Guillaume musste sich als „Verwirkter“ auf die Burg Puilaurens flüchten. 
König Ludwig der Heilige vergrößerte 1242 die Anlage durch den Bau der oberen Festung, die den Namen San Jordi trägt. Vermutlich wurde auch in der unteren Burg der Donjon zwischen 1242 und 1251 aufgestockt; dazu passen auch die Formen der Schießscharten in den oberen Stockwerken, die dem standardisierten Bauprogramm der französischen Krone in der Mitte des 13. Jahrhunderts entsprechen.
Seit dem 19. März 1908 ist die Festung Peyrepertuse Monument historique und steht unter Denkmalschutz.

## Weblinks

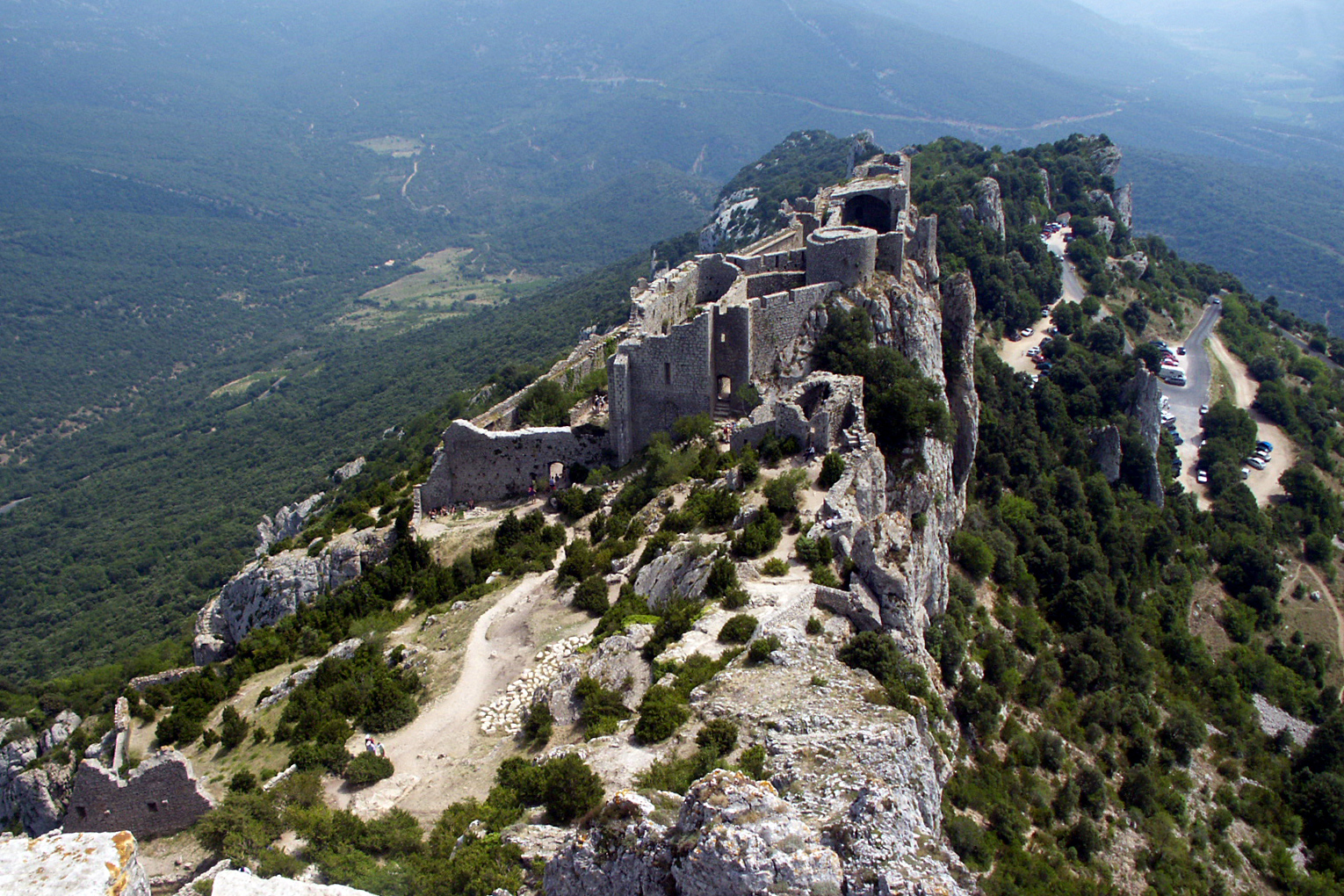
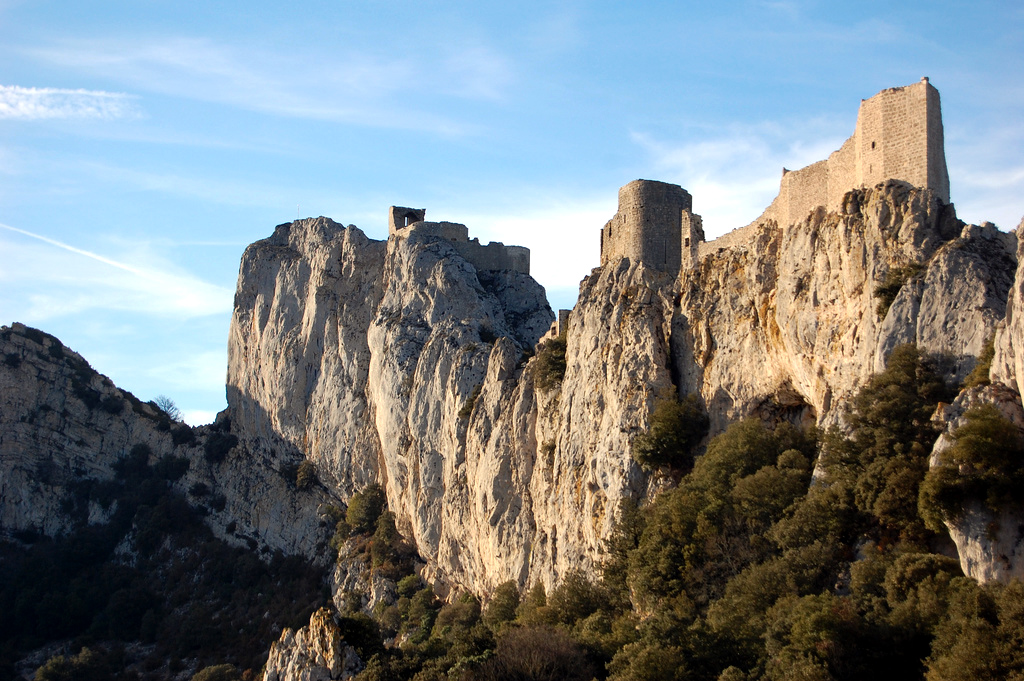
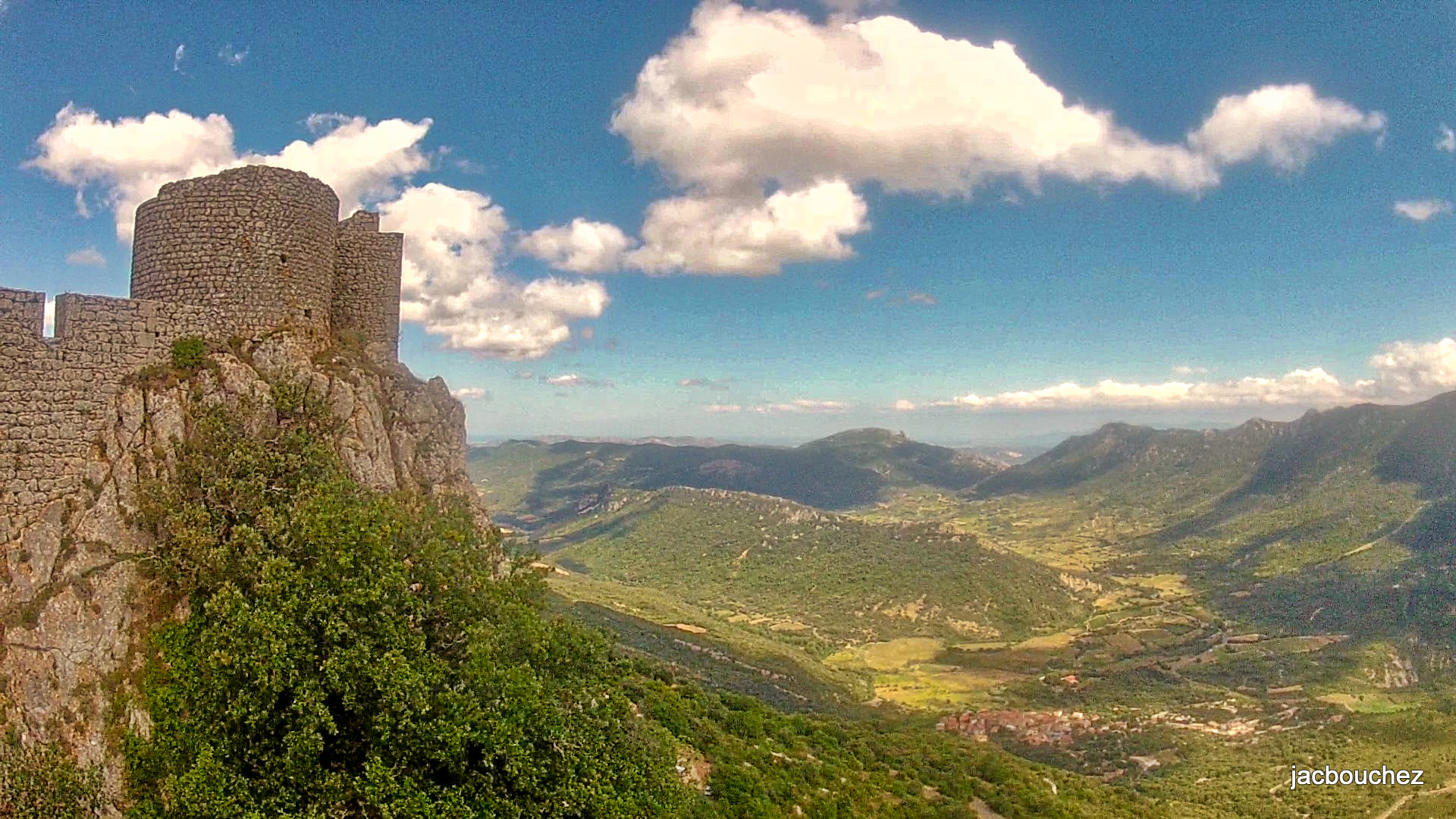